# Ruokkari (ö i Nystad)
Ruokkari är en ö i Finland. Den ligger i Bottenhavet eller Skärgårdshavet och i kommunen Nystad i landskapet Egentliga Finland, i den sydvästra delen av landet. Ön ligger omkring 66 kilometer nordväst om Åbo och omkring 210 kilometer väster om Helsingfors.
Öns area är 7,2 hektar och dess största längd är 0,5 kilometer i sydöst-nordvästlig riktning.